# Igor Tomeš
Igor Tomeš (17. dubna 1931 Brno – 23. března 2018) byl český odborník působící v oblasti sociální politiky, práva sociálního zabezpečení a sociální správy.
Jeho dědou byl brněnský starosta Karel Tomeš.

## Život
Vystudoval Právnickou fakultu Univerzity Karlovy v Praze, kde absolvoval také externí aspiranturu a později zde byl jmenován docentem a posléze i profesorem. Profesně působil mimo jiné v Mezinárodní organizaci práce v Ženevě, na Právnické fakultě University Karlovy a po nuceném odchodu z fakulty v Technicko-ekonomickém ústavu hutního průmyslu. Po roce 1989 působil na Ministerstvu práce a sociálních věcí jako první náměstek ministra a vrátil se také ke své pedagogické činnosti na několika vysokých školách. V roce 1992 založil spolu se socioložkou Jiřinou Šiklovou katedru sociální práce na Filozofické fakultě Univerzity Karlovy v Praze.
Ve své výzkumné a pedagogické činnosti se zaměřuje na sociální politiku, sociální správu, právo sociálního zabezpečení a příbuzné oblasti. V těchto oborech také publikoval řadu odborných článků a prací v Česku i v zahraničí. Přednášel na desítkách odborných mezinárodních konferencí a seminářů a spolupracoval na řadě projektů organizací jako je Mezinárodní organizace práce, OECD, Světová banka či Evropská unie. Nejvýrazněji se podílel na sociálních reformách v Albánii, Litvě, Gruzii, Iranu, Makedonii, Moldávii, Polsku, Súdánu a na Slovensku.
Mezi jeho hlavní práce patří mimo jiné:
- Sociální politika – teorie a mezinárodní zkušenost (Praha, Socioklub, 1996 a 2001)
- Úvod do teorie a metodologie sociální politiky (Praha, Portál, 2010)
- Obory sociální politiky (Praha, Portál, 2011)
- Sociální správa (2002, 2009 se spoluautory)
- Sociální právo Evropské unie (Praha, C. H. Beck, 2003 s K. Koldinskou)
- Sociální právo ČR, Linde 2013, se spoluautory